# 란츠베르크 100

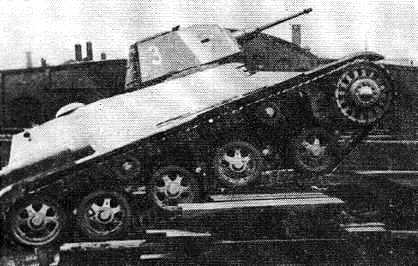

란츠베르크100 (Landsverk 100)은 스웨덴이 개발한 경전차다. 전차병은 2명이 탑승하며 주무장은 20 mm 기관포나 6.5mm 기관총을 장착했다. 최고 속도는 55 km/h였다. 그러나, 이 전차는 스웨덴 육군에서 채용되지 않았다.

## 제원
- 최고속도 : 55km/h
- 최대 장갑 : 9mm
- 길이 : 4.1 m
- 폭 : 1.75m
- 높이 : 1.85m

## 참고
- http://www.military.cz/panzer/index_en.htm
- http://mailer.fsu.edu/~akirk/tanks/swe/Swedish.htm보관됨+2012-07-10+-+웨이백+머신